# Sudnobudiwnyk Mikołajów (2016)
Sudnobudiwnyk Mikołajów (ukr. Професійний Футбольний клуб «Суднобудівник» Миколаїв, Futbolnyj Kłub "Sudnobudiwnyk" Mykołajiw) – ukraiński klub piłkarski, mający siedzibę w mieście Mikołajów.

## Historia
Chronologia nazw:
- 2016: Sudnobudiwnyk Mikołajów (ukr.«Суднобудівник» Миколаїв)
- czerwiec 2018: klub rozwiązano

Klub piłkarski Sudnobudiwnyk został założony w miejscowości Mikołajów w roku 2016. W 2016 roku startował w rozgrywkach Mistrzostw (w najwyższej klasie) oraz Pucharu obwodu mikołajowskiego.
Wiosną 2016 klub debiutował w Amatorskich Mistrzostwach Ukrainy.
W lipcu 2016 roku zgłosił się do rozgrywek w Druhiej Lihi i otrzymał status profesjonalny.
27 czerwca 2018 klub został skreślony z listy zawodowych klubów piłkarskich i potem rozwiązany.

## Sukcesy

### Trofea międzynarodowe
Nie uczestniczył w rozgrywkach europejskich (stan na 31-05-2018).

### Trofea krajowe
| \| \| Zdobyte trofea w rozgrywkach Ukrainy (stan na: 31-05-2018) \| |                                                            |      |          |
| Rozgrywki                                                           | Osiągnięcie                                                | Razy | Sezon(y) |
| · Mistrzostwo                                                       | I miejsce                                                  | 0    |          |
| · Mistrzostwo                                                       | II miejsce                                                 | 0    |          |
| · Mistrzostwo                                                       | III miejsce                                                | 0    |          |
| Puchar                                                              | zdobywca                                                   | 0    |          |
| Puchar                                                              | finalista                                                  | 0    |          |
| II liga                                                             | I miejsce                                                  | 0    |          |
| II liga                                                             | II miejsce                                                 | 0    |          |
| II liga                                                             | III miejsce                                                | 0    |          |
| Ukraina                                                             | Zdobyte trofea w rozgrywkach Ukrainy (stan na: 31-05-2018) |      |          |

- Druha liha (III poziom):
  - 11. miejsce: 2017/18 (grupa B)
- Amatorskie Mistrzostwa Ukrainy:
  - 4. miejsce w grupie: 2016

## Stadion
Klub rozgrywa swoje mecze domowe na stadionie Centralnym w Mikołajowie, który może pomieścić 16 700 widzów.

## Trenerzy
- 01.07.2016–25.06.2017:  Dennis Lukens
- 25.06.2017–23.07.2017:  Wiktor Żurow
- 23.07.2017–30.06.2018:  Dennis Lukens